# (5752) 1992 CJ
(5752) 1992 CJ là một tiểu hành tinh vành đai chính. Nó được phát hiện bởi Nobuhiro Kawasato ở Uenohara Observatory ngày 10 tháng 2 năm 1992.